# Shure SM58

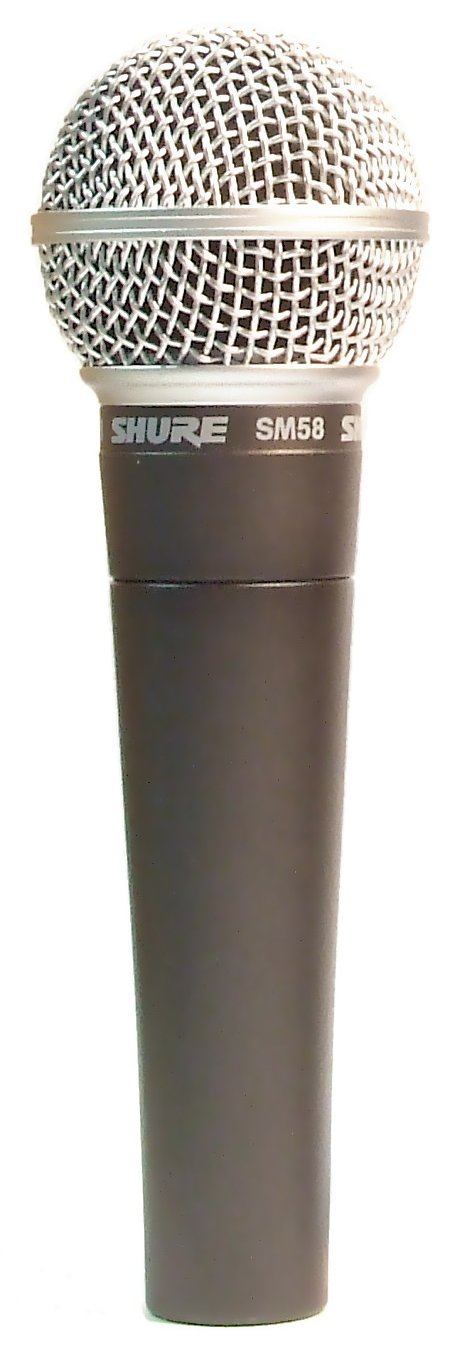
Das Shure SM58

Das Shure SM58 ist ein dynamisches Gesangsmikrofon mit Nierencharakteristik, das für professionelle Gesangsverstärkung und Tonstudioaufnahmen von Shure entwickelt wurde. Es gilt weltweit als Standard-Gesangsmikrofon für den Bühneneinsatz.
Das SM58 kam 1966 auf den Markt und hat sich aufgrund seiner Vielseitigkeit und Robustheit zu einem der weltweit am häufigsten verwendeten Bühnenmikrofone entwickelt, viele international bekannte Künstler setzen es bis heute ein. Jeder Tontechniker kennt die Eigenschaften dieses Mikrofons und kann damit umgehen. Im Bühnen- und Tontechniker-Jargon spricht man schlicht vom „58er“. Kompatible Modelle von anderen Herstellern übernehmen die „58“ bewusst in die Typenbezeichnung.
Den Namen hat das SM58 von der Bezeichnung Studio Microphone, denn das Ziel der Entwickler war es, den damaligen klanglichen Studio-Standard mit der Robustheit eines Bühnen-Mikrofons zu kombinieren.

## Technische Eigenschaften

### Richtcharakteristik
Durch seine Nierencharakteristik nimmt das Mikrofon Schall von vorn entlang der Mittelachse am stärksten auf, von hinten gar nicht. Dadurch werden akustische Rückkopplungen vermieden.

### Frequenzgang
Als Druckgradientenmikrofon weist das SM58 einen Nahbesprechungseffekt auf, der sich darin äußert, dass die tieffrequenten Anteile von Schallquellen dicht am Mikrofon im Klangbild überbetont werden. Da das SM58 als Gesangsmikrofon für extreme Nahbesprechung gedacht ist, wurde dieser Effekt konstruktiv durch eine fest eingebaute Tiefenabsenkung kompensiert. Das führt umgekehrt dazu, dass nicht unmittelbar benachbarte Schallquellen über dieses Mikrofon dünn und grundtonarm klingen.
Das SM58 hat den in der professionellen Audiotechnik üblichen XLR-Stecker und liefert ein symmetrisches Ausgangssignal. Das Mikrofonsystem ist innerhalb des Griffgehäuses mit einem Schockabsorber beweglich gelagert, um Hantierungsgeräusche zu minimieren.

### Technische Daten
- Wandlertyp: dynamisch (Tauchspule)
- Übertragungsbereich: 50 Hz bis 15 kHz
- Richtcharakteristik: Nierencharakteristik
- Empfindlichkeit (bei 1 kHz): −54,5 dBV/Pa (1,85 mV)
- Impedanz: 300 Ω
- Gewicht: 298 g

Quelle: Angaben des Herstellers